# The Hallow
The Hallow (originalment titulada The Woods) és una pel·lícula de terror irlandesa del 2015 dirigida per Corin Hardy, escrita per Hardy i Felipe Marino, i protagonitzada per Joseph Mawle, Bojana Novakovic, Michael McElhatton i Michael Smiley. És una coproducció britànica-irlandesa filmada a Irlanda. Es va estrenar al Festival de Cinema de Sundance el 25 de gener de 2015. Ha estat subtitulada al català.

## Argument
Adam Hitchens, un conservacionista britànic especialitzat en la vida vegetal i fúngica, la seva dona Claire i el fill petit Finn viatgen a un remot poble irlandès envoltat d'un gran bosc. Mentre explora el bosc amb Finn, Adam es troba amb un cadàver d'animal amb una estranya substància fúngica que ha esclatat el cos. Adam pren una mostra i torna a casa amb Finn mentre la Claire té una trobada amb un local anomenat Colm Donnelly que sembla descontent que la família s'hagi traslladat.
Aquella nit, la finestra de l'habitació d'en Finn es trenca mentre ell dorm. Mentre la parella sospita que el culpable és Colm en un intent d'espantar-los, la policia arriba i suggereix que un ocell ha volat. Els oficials els informen de la llegenda sobre el bosc circumdant, que està habitat per "The Hallow", una raça de "fades, banshees i lladres de nadons". Més tard, Adam veu un moviment estrany al bosc i la Claire està desconcertada pel fet que les finestres de la casa estan cobertes amb reixes de ferro. L'endemà Adam i Finn arriben a la ciutat per substituir la finestra trencada, quan són tractats amb fredor pels vilatans que repeteixen la llegenda de The Hallow. En Colm arriba de nou a casa, espantant la Claire, i l'adverteix que se'n vagi abans de donar-li un llibre vell.
A la tornada, el cotxe d'Adam s'avaria i descobreix que la substància del fong ha entrat al motor del seu cotxe. Mentre investiga la resta del cotxe, alguna cosa l'empeny al maleter i el tanca. Adam sent plorar en Finn mentre el cotxe comença a tremolar, i aconsegueix sortir pels seients posteriors. Troba en Finn il·lès, però el cotxe està cobert de marques de rascades. Desconcertats, Adam i Finn tornen a casa a peu quan cau la nit, i la Claire els parla de Colm. L'Adam li diu a la Claire que truqui a la policia i s'arma amb una escopeta. S'apaga el llum i descobreixen que la casa ha estat saquejada. Decideixen fugir cap al cotxe, i són atacats per les criatures de les quals els vilatans els han advertit. L'Adam, la Claire i el Finn se'n van, però les criatures fan que xoquin contra un barranc i es retiren a la casa.
Mentre mira per un forat de pany, l'Adam és punxat a l'ull per un agulló d'una de les criatures i s'adona que la llum els repel·leix. La Claire i el Finn fugen a l'àtic mentre Adam va a posar en marxa el generador de seguretat. Les criatures ataquen a Claire i Finn i gairebé punxen Claire a l'ull també, però Adam és capaç d'encendre el generador i allunyar els atacants. La parella s'atrinxera la casa i tanca Finn en un armari. Descobreixen que el llibre que Colm va donar a Claire està ple d'informació sobre The Hallow, inclòs el seu ús de nens canviats. Un dels The Hallow aconsegueix segrestar a Finn abans que els seus pares puguin aturar-ho, i Adam es trenca una cama, quedant-se inconscient. Claire persegueix la criatura i Finn al bosc i el recupera d'una bassa.
Adam es trenca la cama i, quan la Claire i el Finn tornen a casa, comença a sospitar que el Finn que va rescatar és en realitat un canviant. La Claire es nega a creure això, i la parella es baralla quan Claire nota que Adam comença a mutar a través del fong que se li injecta a través del punxó. La Claire apunyala a Adam i entra en pànic, fugint al bosc amb Finn. Adam aviat els segueix a mesura que els seus símptomes empitjoren i es debilita al voltant de les llums. La Claire s'escapa del bosc, corrent cap a una casa propera per demanar ajuda. Es revela que Colm és el propietari, i fa fora Claire i Finn a punta de pistola, afirmant que The Hallow també es va emportar la seva filla Cora. Adam entra al niu de The Hallow i recupera el veritable Finn d'una Cora totalment transformada. Claire es defensad' un grup de The Hallow amb un flaix de càmera i es retroba amb Adam, que la convenç que té el veritable Finn. Intercanvien els nadons abans que Adam sigui ferit mortalment per una de les criatures. El sol surt, forçant les criatures a retirar-se i destruint el canviant, demostrant que Adam tenia raó.
Adam mor a causa de les seves ferides mentre la Claire s'escapa a la casa i plora amb el veritable Finn per la mort d'Adam. Més tard, una empresa fusterera comença a talar el bosc, i es revela que la substància del fong es troba en diversos troncs que s'allunyen.

## Repartiment
- Joseph Mawle com Adam Hitchens
- Bojana Novakovic com a Claire Hitchens
- Michael McElhatton com a Colm Donnelly
- Michael Smiley com a Garda Davey

## Producció

### Desenvolupament
La pel·lícula va ser escrita per seguir d'un drama de relació a un conte de fades més fosc, i el ritme va coincidir amb aquesta transició. Hardy volia tocar molts subgèneres diferents de terror, inclosos el terror corporal i de criatures. Les inspiracions per a la pel·lícula van ser l'amor de Hardy pels contes de fades, Ray Harryhausen (amb qui Hardy era molt amic) i pel·lícules de terror com Possessió infernal,  Alien, i La cosa. Es va presentar com "Els gossos de palla es troba amb El laberinto del fauno". Tot i que Hardy és un fan dels vampirs, els homes llop i els zombis, va pensar que ja hi havia prou pel·lícules basades en aquests monstres i volia fer alguna cosa menys sobreexposada. Va decidir utilitzar els contes populars irlandesos com a base. Com a fan de Mawle, Hardy va escriure el paper principal per a ell.

### Rodatge
El rodatge va tenir lloc a Irlanda durant sis setmanes. Hardy volia mantenir el rodatge "el més real possible". Això va implicar un rodatge en els boscos i al voltant dels llacs, inclosa una escena on Hardy portava un vestit de neoprè per rodar des de dins d'un llac. Continuant amb aquest tema del realisme, Hardy es va centrar a donar a la narració una base científica més racional que la tradicional faula basada en la màgia. Martijn van Broekhuizen va ser el director de fotografia. van Broekhuizen i Hardy no havien treballat junts anteriorment, però van Broekhuizen era conscient del seu treball. Després de parlar junts per Skype, van Broekhuizen va quedar impressionat amb la capacitat de Hardy per expressar clarament la seva visió. van Broekhuizen va acreditar el seu treball en una pel·lícula neerlandesa en què va rodar escenes nocturnes complexes en un bosc com la raó per la qual va ser contractat per a The Hallow. El rodatge es va fer amb una càmera digital Arri Alexa i la il·luminació es va dissenyar per evocar una atmosfera de conte de fades. Hardy havia volgut rodar en pel·lícula, però les limitacions pressupostàries ho van impedir. Hardy va caracteritzar la producció com a "bona por" i "mala por": el tipus bo els va inspirar actuar al màxim de les seves capacitats, i el tipus dolent els va fer que fossin contraris a assumir riscos. Hardy va acreditar que la seva confiança en la producció va augmentar la moral quan realitzaven rodatges llargs en llocs rurals.
Les criatures van ser realitzades per l'artista SFX britànic John Nolan, a qui Hardy va buscar en un esforç per trobar el que va anomenar l'equivalent britànic a Stan Winston o Rob Bottin. Els efectes eren principalment pràctics. Les criatures eren una barreja d'efectes pràctics i CGI. Tot i que un fan dels efectes de la vella escola "home amb vestit de goma", Hardy va aprofitar la tecnologia moderna per augmentar l'aspecte de les criatures. Per tal de fer que les criatures fossin més inquietants, les seves extremitats es van estendre amb efectes pràctics, ja que Hardy creia que un monstre CGI complet no seria espantós. Això va permetre als cineastes utilitzar la il·luminació al plató per augmentar l'esgarrifança. Això es va inspirar en part en Alien. El nadó que es veu a la pel·lícula és una barreja d'animatrònica i bessons que es van gravar digitalment davant d'una pantalla blava. Els efectes es van inspirar en part en la versió de 2001 de  Planet of the Apes, que Hardy va dir que "va barrejar aquells entorns reals arenosos amb la captura de rendiment elegant per difuminar les línies".

## Recepció
Rotten Tomatoes, un agregador de ressenyes, informa que el 73% dels 56 crítics enquestats van donar a la pel·lícula una crítica positiva; la valoració mitjana és de 6,2/10. El consens del lloc diu: "Suposada en una atmosfera fosca i reforçada amb una emoció real sota tots els calfreds, The Hallow suggereix un futur meravellosament horripilant per al director Corin Hardy." Té una puntuació de 65/100 a Metacritic basat en 12 ressenyes.  Geoff Berkshire de Variety va escriure: "Cal temps perquè The Hallow funcioni, però una vegada que arriba a una explosió a l'acte final, els fans del gènere podrien sortir demanant una seqüela."  David Rooney de The Hollywood Reporter va escriure: "A mesura que van les primeres pel·lícules, aquesta té una energia visual, un ritme dinàmic i un discerniment en les seves referències cinematogràfiques. També és una targeta de presentació per a Hardy mentre passa a projectes més grans."  Michael Roffman de Consequence of Sound la va puntuar C− i va escriure: "Malgrat una sèrie de seqüències extremadament originals, una de les quals implica un maleter d'un cotxe, una altra una casa cavernosa, totes es duen a terme de manera bastant previsible, eliminant qualsevol tensió justificada en qüestió de segons."  Fred Topel de Bloody Disgusting la va puntuar amb 4/5 estrelles i va demanar seqüeles per revisar la mitologia de la pel·lícula, que va elogiar.